# Valdemar Poulsen

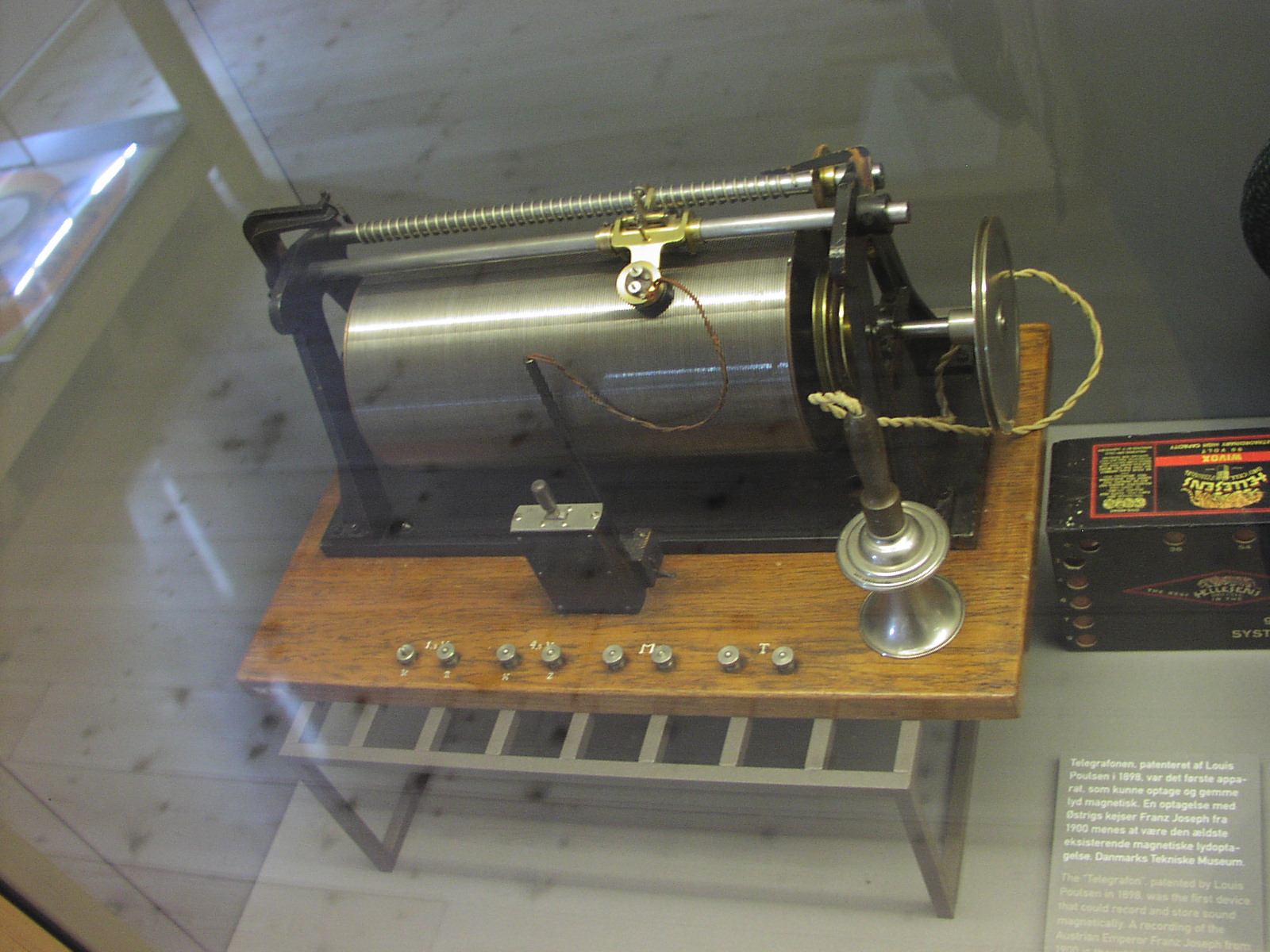
Telegrafon

Valdemar Poulsen (ur. 23 listopada 1869 w Kopenhadze, zm. 23 lipca 1942 w Gentofte) – duński technik, jako pierwszy zastosował w praktyce ideę zapisu magnetycznego – skonstruował telegrafon, pierwszy magnetofon, na który 1 grudnia 1898 roku uzyskał patent.
W dzieciństwie nie był dobrym uczniem – interesował się tylko fizyką i rysowaniem. Jego ojciec, sędzia, usiłował zachęcić syna do studiów medycznych, lecz uczęszczanie do szkoły medycznej zakończyło się niepowodzeniem – w wieku 24 lat podjął pracę w Kopenhaskiej Kompanii Telefonicznej. Telegrafon początkowo miał służyć jako ważny element składowy „automatycznej sekretarki”.
W 1909 otrzymał tytuł doktora honoris causa Uniwersytetu w Lipsku.